# Грёгер, Фридрих Карл
Фри́дрих Карл Грёгер (нем. Friedrich Carl Gröger; 14 октября 1766 — 9 ноября 1838) — северонемецкий портретист и литограф.

## Биография
Грёгер был сыном портного из Плёна, где он рос простой жизнью и по воле родителей должен был стать портным или слесарем. Родители выступили против рано проявившегося таланта сына к искусству. Грёгер был самоучкой и, вероятно, в Любеке брал уроки у Тишбейна. В 1785 году Грёгер поселился в этом Ганзейском городе, где завязал дружбу на всю жизнь с художником Г. Я. Альденратом. Оба с 1789 года обучались в Берлинской академия искусств, затем отправились в Гамбург, а после непродолжительного обучения в Дрездене и Париже, вернулись в Любек, где проживали до 1807 года. Перебираясь из Гамбурга, Копенгагена, Киля и Любека в приблизительно 1814 году художники поселились в Гамбурге.
Грёгер вырос из миниатюриста в портретиста и до конца дней предпочитал рисовать портреты по пояс. Альденрат специализировался именно на портретной миниатюре. Познакомившись в Северной Германии с новой техникой литографии, оба художника принялись осваивать эту технику, выпуская работы под логотипом «Gröger & Aldenrath».
Грёгер считался одним из уважаемых портретистов своего периода в Северной Германии. Его работы выставлены во многих музеях (например, Гамбургский кунстхалле) как в северных, в частности гольштейнских и датских частных коллекциях. В году 1792 Грёгер стал членом Общества поддержки некоммерческой деятельности в Любеке.
Путь Грёгера в Гамбург-Бармбеке назван в честь художника и через Тишбайнштрассе (нем. Tischbeinstraße) связан с Путём Альденрата.

## Галерея

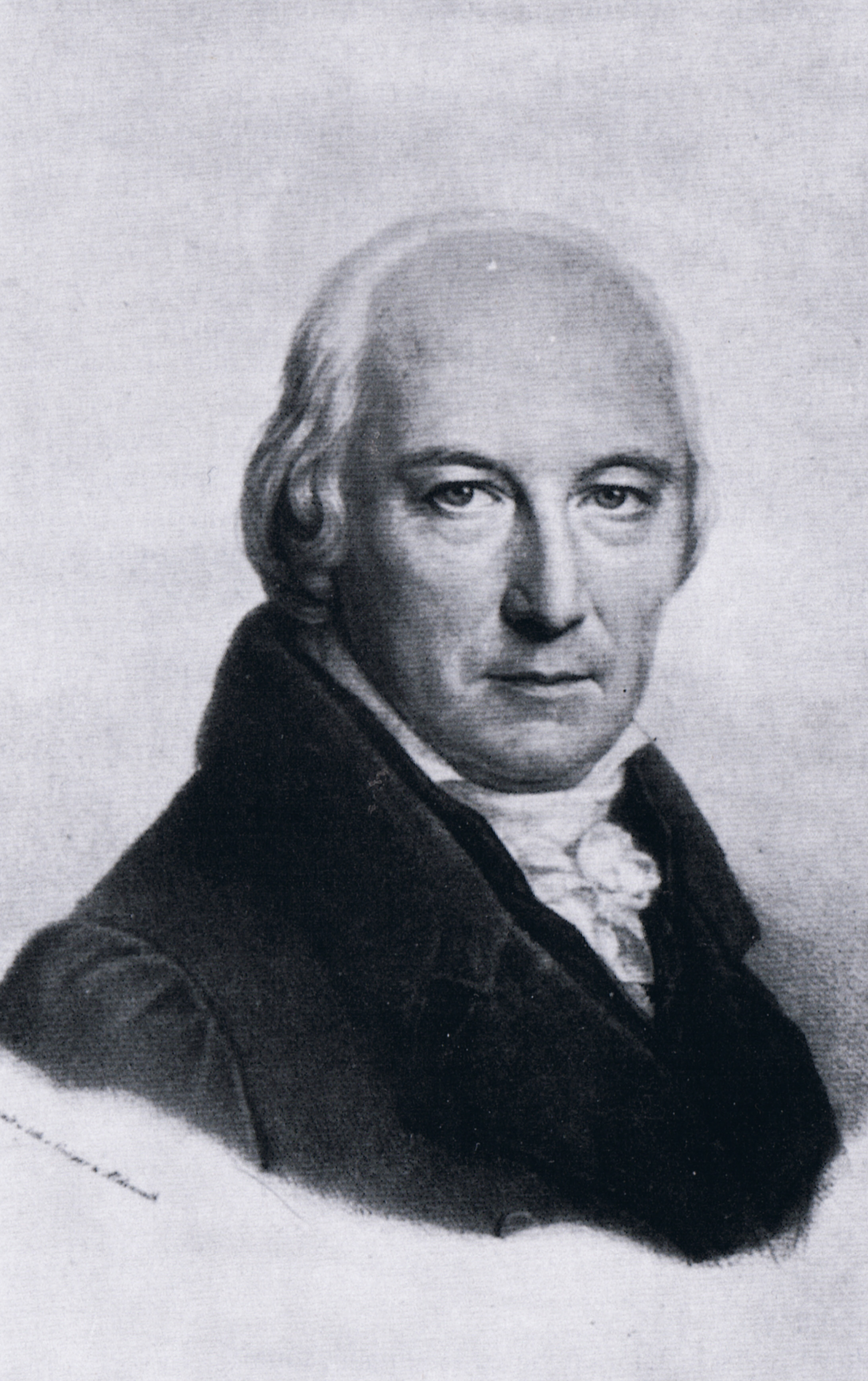
Фридрих Людвиг Шрёдер, ок. 1810 год
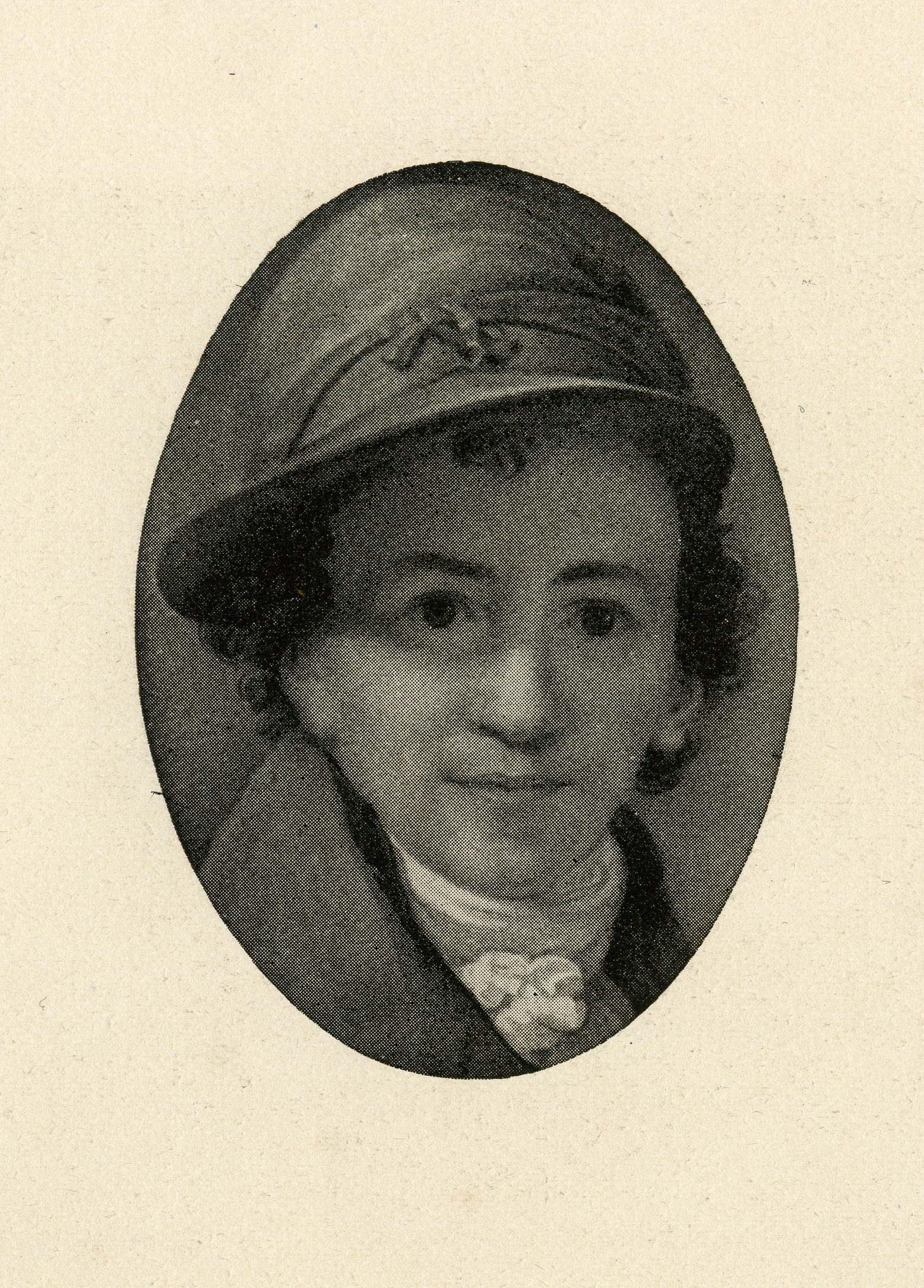
Ранний автопортрет, 1812 год
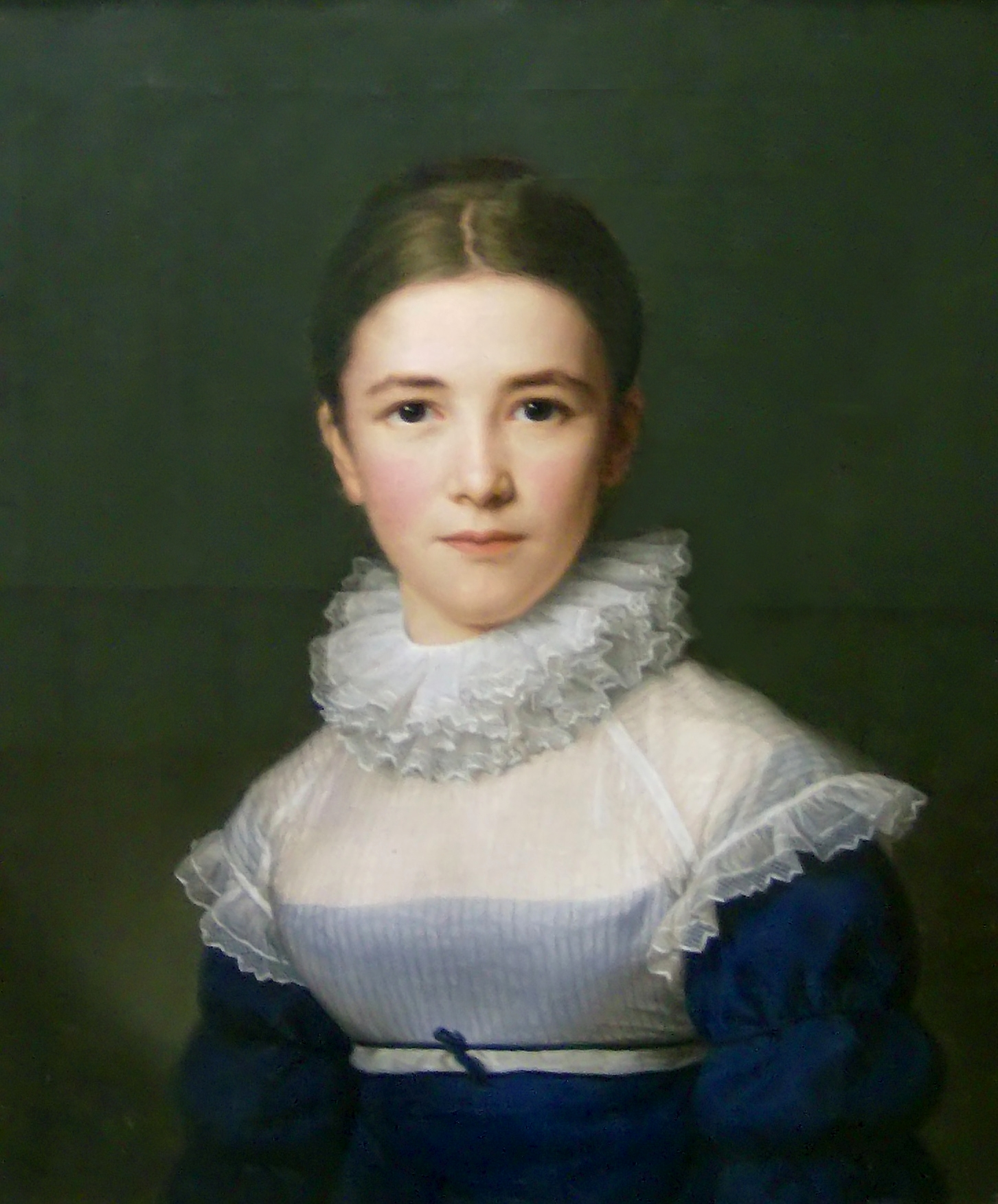
Портрет приёмной дочери художника Лины Грёгер, 1815 год
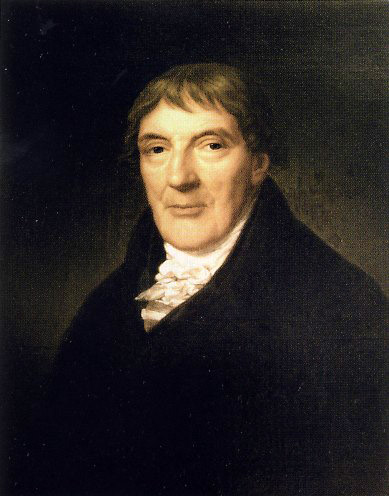
Иоганн Альберт Генрих Раймарус[нем.], 1818 год
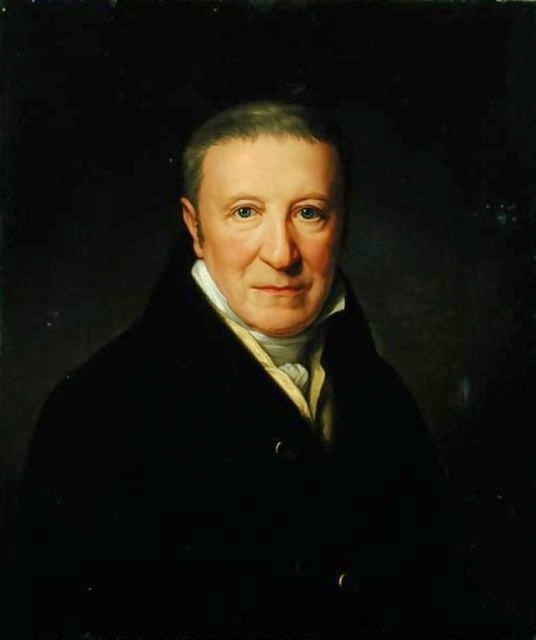
Фридрих Иоганн Лоренц Майер[нем.], 1830 год
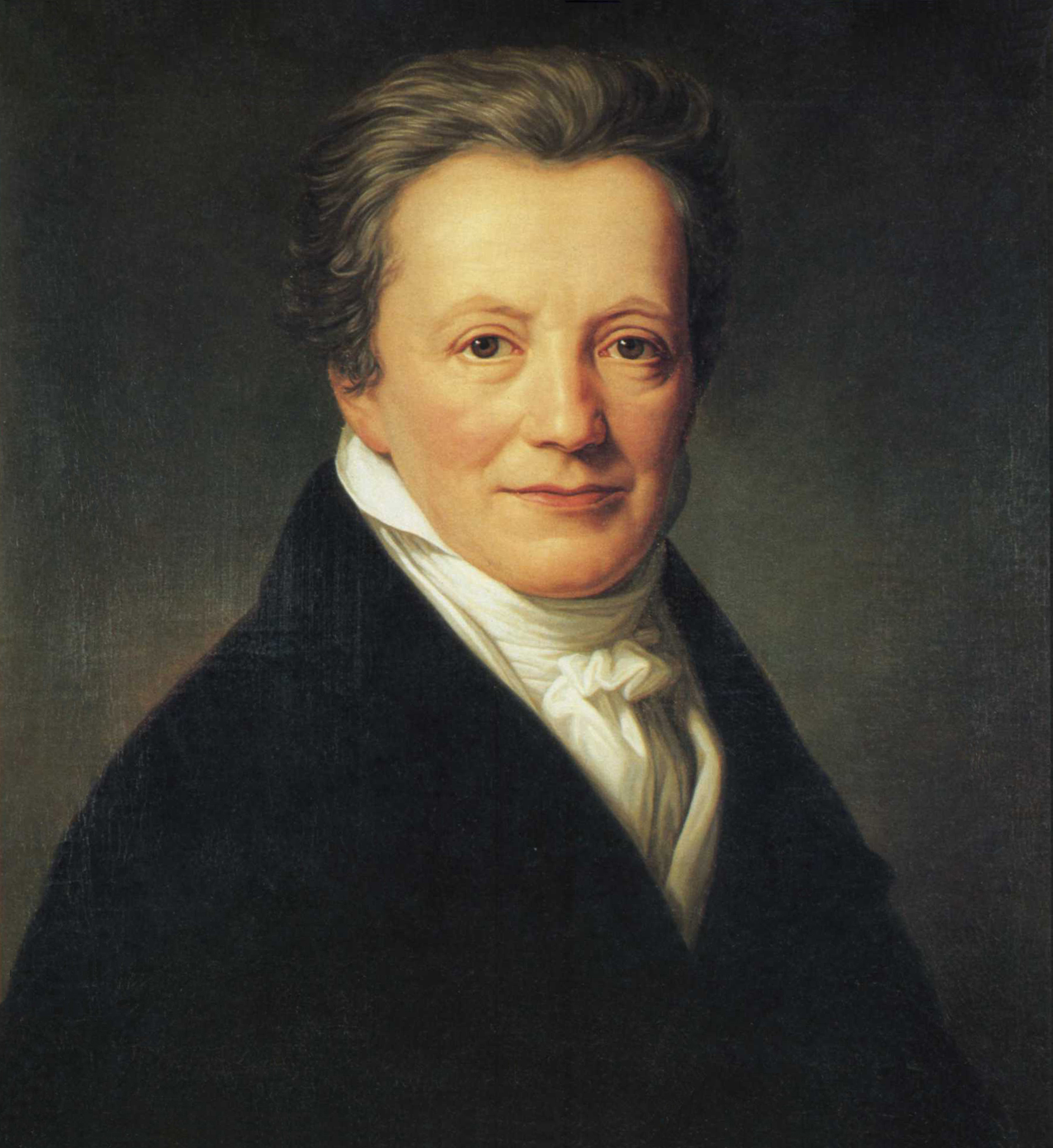
Соломон Гейне, ок. 1835 год